# Trans-World-Airlines-Flug 595
Der Trans-World-Airlines-Flug 595 (Flugnummer: TW595, Funkrufzeichen: TWA 595) war ein inländischer Frachtflug der Trans World Airlines von Chicago nach Los Angeles mit einem planmäßigen Zwischenstopp in Denver. Am 24. November 1959 verunfallte auf diesem Flug eine Lockheed L-1049H Super Constellation auf dem ersten Flugabschnitt dieses Fluges, als die Piloten die Maschine bei einer versuchten Umkehr zum Startflughafen zu weit sinken ließen und diese mit Häusern kollidierte. Bei dem Unfall wurden alle drei Insassen an Bord der Maschine sowie acht Menschen am Boden getötet.

## Maschine
Die Maschine war eine Lockheed L-1049H Super Constellation mit der Werknummer 4824, die 1957 gebaut und am 10. Juni 1957 an die Resort Airlines ausgeliefert wurde, bei der sie mit dem Luftfahrzeugkennzeichen N102R in Betrieb ging. Im November 1957 war die Maschine an das Unternehmen Hughes Tool Company verleast, später ging sie bei der Trans World Airlines in Betrieb. Das viermotorige Langstreckenflugzeug war mit vier luftgekühlten 18-Zylinder-Doppelsternmotoren vom Typ Curtiss-Wright R-3350 (988TC18EA3) ausgerüstet, die jeweils eine Leistung von 2500 PS (1838 kW) hatten.

## Passagiere und Besatzung
Auf dem Frachtflug befand sich eine dreiköpfige Besatzung an Bord, bestehend aus einem Flugkapitän, einem Ersten Offizier und einem Flugingenieur.
- Der 40-jährige Flugkapitän Claude Wilbert Helwig war am 24. September 1945 durch die Fluggesellschaft als auszubildender Erster Offizier eingestellt worden. Am 2. Dezember 1945 wurde er zum Ersten Offizier befördert und am 24. September 1954 zum Flugkapitän. Außer für die Lockheed Constellation war er im Besitz von Musterberechtigungen für die Douglas DC-4, die Martin 2-0-2 und die Martin 4-0-4. Helwig verfügte über 12.467 Stunden Flugerfahrung, wovon er 1.670 Stunden in der Lockheed Constellation abgeleistet hatte.
- Der 36-jährige Delmas Earl Watters war am 27. Oktober 1952 als auszubildender Erster Offizier durch die TWA eingestellt worden. Am 19. Januar 1953 wurde er zum Ersten Offizier befördert und am 31. Dezember 1958 zum Reservekapitän. Er verfügte über 6.825 Stunden Flugerfahrung, wovon 3.919 Stunden auf die Lockheed Constellation entfielen.
- Der 35-jährige Flugingenieur Aerion Lyman Auge, Jr. war am 4. Mai 1953 als auszubildender Flugingenieur durch die Fluggesellschaft eingestellt worden. Am 10. September 1953 wurde er zum Flugingenieur befördert. Er verfügte als Flugingenieur über 5.100 Stunden Flugerfahrung mit der Lockheed Constellation.

## Unfallhergang
Die mit Fracht beladene Maschine startete gegen 05:31 Uhr von der Startbahn 31L des Flughafens Chicago-Midway in Richtung Los Angeles, Kalifornien. Als die Piloten eine Linkskurve einleiteten, teilte die Besatzung der Flugsicherung mit, dass sie eine Feuerwarnung für das Triebwerk Nr. 2 (links innen) erhalten und es abgestellt hätten. Sie fügten hinzu, dass sie zum Flughafen Chicago-Midway zurückkehren würden. Die Maschine flog in einer langgezogenen, elliptischen Linkskurve um den Flughafen herum und blieb dabei unterhalb der Wolkendecke, die sich in einer Höhe von 500 bis 600 Fuß befand. In der Kurve zum Endanflug auf die Landebahn 31 neigte sich das Flugzeug um mehr als 45 Grad um die Längsachse, wobei es eine übermäßige Sinkgeschwindigkeit entwickelte. Als das Flugzeug die Baumwipfel erreichte, waren seine Tragflächen fast waagerecht ausgerichtet und die Flugzeugnase war in Steigfluglage angehoben, der Sinkflug setzte sich jedoch fort. Die Auftriebshilfen wurden während der letzten 5 bis 10 Sekunden des Sinkfluges eingefahren und waren beim Aufprall um 24 Prozent symmetrisch ausgefahren.
Die Maschine stürzte etwa 400 Meter südöstlich des Flughafens Chicago-Midway in ein Wohngebiet, wobei alle drei Personen an Bord ums Leben kamen und die Maschine völlig zerstört wurde. Am Boden verloren acht Bewohner der Wohnsiedlung ihr Leben.

## Ursache
Das Civil Aeronautics Board übernahm nach dem Unfall die Ermittlungen zur Unfallursache. Die Ermittler kamen zum Ergebnis, dass die Besatzung den Unfall verschuldet hatte, indem sie die Maschine in einer Weise manövriert hatte, die dazu führte, dass diese beim Flug der Kurve für den Endanflug eine übermäßige Sinkgeschwindigkeit entwickelte.